# Diana Paxson
Diana L. Paxson (Detroit, 20 febbraio 1943) è una scrittrice, compositrice e arpista statunitense, oggi residente a Berkeley, California.
I suoi lavori sono principalmente di genere fantasy, con una spiccata tendenza per il romanzo storico e i racconti fiabeschi.

## Biografia
È nata a Detroit, nel Michigan, il 20 febbraio 1943. Giovanissima, ancora bambina, si trasferì con i genitori in California, a Los Angeles per poi laurearsi in lettere al Mills College. Successivamente, ha proseguito gli studi con un master in Letteratura Medioevale all'Università di Berkeley.
Diana Paxson ha dato alle stampe il primo romanzo nel 1982, dando vita a una saga, il ciclo di Westria, ambientato in un futuro postapocalittico nella sua terra di adozione, la California. Oltre a numerosi romanzi e a prestigiose collaborazioni, ha scritto più di ottanta racconti brevi. È stata direttore regionale, per la costa ovest, dell'associazione di scrittori Science Fiction & Fantasy Writers of America. È inoltre compositrice e interprete di brani per arpa. Ancora, con due suoi romanzi è stata finalista al prestigioso premio per la narrativa fantasy Mythopoeic Fantasy Award for Adult Literature nella categoria miglior romanzo. I romanzi sono: Lady of Light (1983); The White Raven (1989).
La Paxson è di religione etena, per la precisione di confessione teodista. Il suo ruolo in ambito neopagano la tiene impegnata come membro delle assemblee principali della Congregazione del sentiero a spirale e del Cerchio del Troth.
L'autrice è sposata con Donald Studebaker (scrittore conosciuto con lo pseudonimo di Jon DeCles), ha due figli e tre nipoti. Attualmente vive nella sua abitazione, il circolo culturale di Greyhaven, a Berkeley, in California.

## Opere
Tradotti in italiano
- Il dente del Serpente  (The Serpent's Tooth, 1991), Arnoldo Mondadori Editore, (1994)

Inediti in italiano
- Brisingamen, 1984
- White Mare, Red Stallion, 1986
- The Paradise Tree, 1987
- The White Raven, 1988

### Ciclo di Avalon
Ha collaborato con Marion Zimmer Bradley nei seguenti romanzi del Ciclo di Avalon:
- La sacerdotessa di Avalon (Priestess of Avalon, 2000), Longanesi, (2002)
- L'alba di Avalon (Ancestors of Avalon, 2004), Longanesi, (2005)
- La dea della guerra (Ravens of Avalon, 2007), Longanesi, (2008)
- La spada di Avalon (Sword of Avalon, 2009), Longanesi, (2011)

### La Saga di Westria
- Lady of Light, 1982
- Lady of Darkness, 1983
- Silverhair the Wanderer, 1986
- The Earthstone, 1987
- The Sea Star, 1988
- The Wind Crystal, 1990
- The Jewel of Fire, 1992
- The Golden Hills of Westria, 2006

I romanzi Lady of Light e Lady of Darkness sono stati pubblicati negli Stati Uniti in un singolo volume sotto il nome di Mistress of the Jewels.

### Il ciclo di Wodan
- Il lupo del Reno (The Wolf and the Raven, 1993), Editrice Nord, (1996)
- The Dragons of the Rhine, 1995
- The Lord of Horses, 1996

### Hallowed island
- The Book of the Sword, 1999
- The Book of the Spear, 1999
- The Book of the Cauldron, 1999
- The Book of the Stone, 2000

### Le Cronache di Fionn mac Cumhal
Ha scritto i seguenti romanzi in collaborazione con Adrienne Martine-Barnes:
- Master of Earth and Water, 1993
- The Shield Between the Worlds, 1994
- Sword of Fire and Shadow, 1995

### Antologie di spada e magia
Ha scritto i seguenti racconti contenuti nella serie Sword and Sorceress, antologie annuali di racconti fantasy edite da Marion Zimmer Bradley:
- La spada di Yraine, Storie Fantastiche di Spade e Magia, Editrice Nord ,1988 (Sword of Yraine, Sword and Sorceress, DAW Books, 1984)
- Il bosco delle ombre, Storie Fantastiche di Spade e Magia, Editrice Nord, 1988 (Shadow Wood, Sword and Sorceress II, DAW Books, 1985)
- La bruma sulla brughiera, Storie Fantastiche di Draghi, Maghi e Cavalieri, Editrice Nord, 1990 (The mist on the moor, Sword and Sorceress III, DAW Books, 1986)
- La Danza del Sangue, Storie Fantastiche di Draghi, Maghi e Cavalieri, Editrice Nord, 1990 (Bood Dancer, Sword and Sorceress IV, DAW Books, 1987)
- L'occhio di Toyur, Storie Fantastiche di Guerrieri e Sortilegi, Editrice Nord, 1992 (The Eye of Toyur, Sword and Sorceress V, DAW Books, 1988)
- La giumenta di Equona, Storie Fantastiche di Guerrieri e Sortilegi, Editrice Nord, 1992 (The Eye of Toyur, Sword and Sorceress VI, DAW Books, 1989)
- Lo specchio di Ytarra, Storie Fantastiche di Dame, Eroi e Incantesimi, Editrice Nord, 1994 (Ytarra's Mirror, Sword and Sorceress VII, DAW Books, 1990)
- La schiava armata, Storie Fantastiche di Dame, Eroi e Incantesimi, Editrice Nord, 1994 (The Sword Slave, Sword and Sorceress VIII, DAW Books, 1991)
- La stoccata, Le Spade Incantate, Editrice Nord, 2003, (The Stopthrust, Sword and Sorceress IX, DAW Books, 1992)
- L'ombra del falcone, La Giustizia delle Spade, Editrice Nord, 2003 (The Falcon's Shadow, Sword and Sorceress X, DAW Books, 1993)
- Il canto dello spirito, Streghe Guerriere, Editrice Nord, 2005 (Spirit Singer, Sword and Sorceress XI, DAW Books, 1994)
- Lo spirito della pietra, Con il Cuore e con la Spada, Editrice Nord, 2006 (Stone Spirit, Sword and Sorceress XII, DAW Books, 1995)
- Crepuscolo, La Luce della Spada, Editrice Nord, 2007, (Twilight, Sword and Sorceress XIII, DAW Books, 1996)
- Changelings, Nel Segno del Coraggio, Editrice Nord, 2008, (Changelings, Sword and Sorceress XIV, DAW Books, 1997)
- Spring snow, Sword and Sorceress XV, DAW Books, 1998
- Daughter of the bear, Sword and Sorceress XVI, DAW Books, 1999
- Lady of flame, Sword and Sorceress XVII, DAW Books, 2000
- A passage of power, Sword and Sorceress XVIII, DAW Books, 2001
- The sign of the Bear, Sword and Sorceress XIX, DAW Books, 2002
- The song of the stones, Sword and Sorceress XX, DAW Books, 2003

Diana L. Paxson ha inoltre edito, dopo la morte della Zimmer Bradley, un volume in questa famosa serie antologica, il tomo Sword & Sorceress 21.

### Racconti
L'autrice ha scritto inoltre circa un'ottantina di racconti e novelle raccolte in antologie e riviste di genere, molte pubblicate in italiano perché apparse nelle antologie di Sword & Sorceress.

### Saggi
- Taking Up the Runes: A Complete Guide to Using Runes in Spells, Rituals, Divination, and Magic (2005)
- Essential Asatru: Walking the Path of Norse Paganism (2006)
- Trance-portation: Learning to Navigate the Inner World (2008)
- Celestial Wisdom for Every Day of your Life (con Z. Budapest).